# Taco (hudebník)
Taco Ockerse, (* 21. července 1955 Jakarta) známý pouze jako Taco, je nizozemský zpěvák narozený v Indonésii a bavič, který zahájil svou kariéru v Německu.

## Život
Taco Ockerse, narozený v Jakartě v Indonésii, má nizozemské rodiče a vyrůstal v Nizozemsku, Spojených státech, Singapuru, Lucembursku, Německu a Belgii, kde v roce 1973 absolvoval školu v Bruselu. Studoval také interiérový design a vystudoval dramatickou školu v Hamburku. Navštěvoval mezinárodní školu v Bruselu v Belgii a promoval v roce 1973. V mnoha školních představeních hrál hlavní role.
V roce 1975 zahrál své první profesionální divadelní představení v Hamburku. Byl hercem v Dětském divadle a v několika hrách vystupoval jako člen Thalia Theatre, včetně Sladké Charity, Chicaga a Tří mušketýrů. Rovněž režíroval a choreografoval muzikál Nightchild. V roce 1979 hrál postavu China v muzikálu West Side Story od Johna Neumeiera v Hamburské státní opeře. V roce 1979 založil svou první skupinu, Taco's Bizz.

## Diskografie

### Studiová alba
- 1982: After Eight (RCA Records)
- 1984: Let's Face the Music (RCA Records)
- 1985: Swing Classics: In the Mood of Glenn Miller (Polydor Records)
- 1986: Tell Me That You Like It (Polydor Records)
- 1987: Taco (Perle Records)
- 2011: Timeless Love (DingDing Music)

### Kompilační alba
- 1991: Puttin' On the Ritz – Best of Taco (BMG)
- 2000: Best of Taco (BMG)

### Singly
- Keiner Gewinnt (1981), Polydor
- Träume Brauchen Zeit (1981), Polydor
- Cheek to Cheek (Heaven) (1982), RCA
- Puttin' On the Ritz (1982), RCA – U.S. #4, CAN #2, NZ #1, SWE #1, AUS #5, NOR #2
- Singin' in the Rain (1982), RCA – UK #98[6]
- You Are My Lucky Star (1982), RCA
- Superphysical Resurrection / Flash (1983), RCA Victor
- Let's Face the Music (And Dance) (1984), RCA Victor
- Under My Tight Skin (1984), RCA Victor
- Winchester Cathedral (1984), RCA Victor
- Heartbreak City (1985), Polydor
- You're My Answer to It All (1986), Polydor
- Got to Be Your Lover (1988), Pink
- Love Touch (1989), Pink
- Lady of My Heart (1990), Hansa
- 4 Tracks EP (1990), Teldec
- Tico Tico (1991), Polydor
- Puttin On the Ritz 2017 (2017), Hey!jazz